# Zec de la Rivière-Laval
Pour les articles homonymes, voir Laval.
La zec de la Rivière-Laval est une zone d'exploitation contrôlée (zec) située dans le territoire non organisé du Lac-au-Brochet, dans les municipalités de Colombier (Québec) et de Forestville, dans la municipalité régionale de comté (MRC) La Haute-Côte-Nord, dans la région administrative de la Côte-Nord, au Québec, au Canada.
Cette zec couvre un segment de 45,5 km de la rivière Laval pour fin d'encadrement de la pêche au saumon atlantique. L'Association de chasse et pêche de Forestville qui a été constituée le 16 octobre 1967 a reçu au printemps 1980 le mandat d'administrer la rivière Laval qui vient alors d'acquérir le statut de zec à saumon.

## Histoire
Les droits de pêche au saumon sur la rivière Laval ont longtemps appartenu à la papetière Anglo Pulp and Paper, avant que le gouvernement du Québec constitue le cours d’eau en réserve faunique. Depuis 1980, l'association de chasse et pêche de Forestville gère la zone d’exploitation contrôlée (zec) saumon de la rivière Laval.
La rivière Laval compte 6 secteurs, dont un seul est à accès contingenté. On y pêche le saumon atlantique et la truite de mer, espèce qu’on trouve en grand nombre et d’une taille très supérieure à la moyenne. Le poids moyen des saumons est presque le double de celui de ceux habituellement capturés dans les autres rivières de la Côte-Nord.

## Géographie
La rivière Laval coule du nord au sud, dans le territoire non organisé du Lac-au-Brochet, puis dans les municipalités de Colombier et de Forestville, pour se déverser dans la Baie Laval, dans le golfe du Saint-Laurent, à la hauteur de Forestville.
La rivière Laval prend sa source au lac Laval, situé dans le territoire non organisé du Lac-au-Brochet, dans la municipalité régionale de comté de La Haute-Côte-Nord. Long de 6 km, ce lac est situé dans la zec de Forestville.
Dans son parcours vers le sud, les eaux de la rivière Laval coulent sur environ 14 km dans la zec de Forestville; puis, la rivière parcourt un autre 12 km (hors de la zec de Forestville), dans la municipalité de Colombier, avant de traverser sur 2,7 km le lac à Jacques (long de 3,2 km). À partir de ce lac, la rivière parcourt 14 km avant de se déverser dans la Baie Laval. Dans le dernier segment de son parcours, la rivière coule sur 4,7 km dans la municipalité de Forestville.

## Toponymie
Le toponyme de la zec est directement dérivée du nom de la rivière Laval, sur la Côte-Nord.
Le toponyme "zec de la Rivière-Laval" a été officialisé le 5 septembre 1985 à la Banque des noms de lieux de la Commission de toponymie du Québec.